# Haaretz

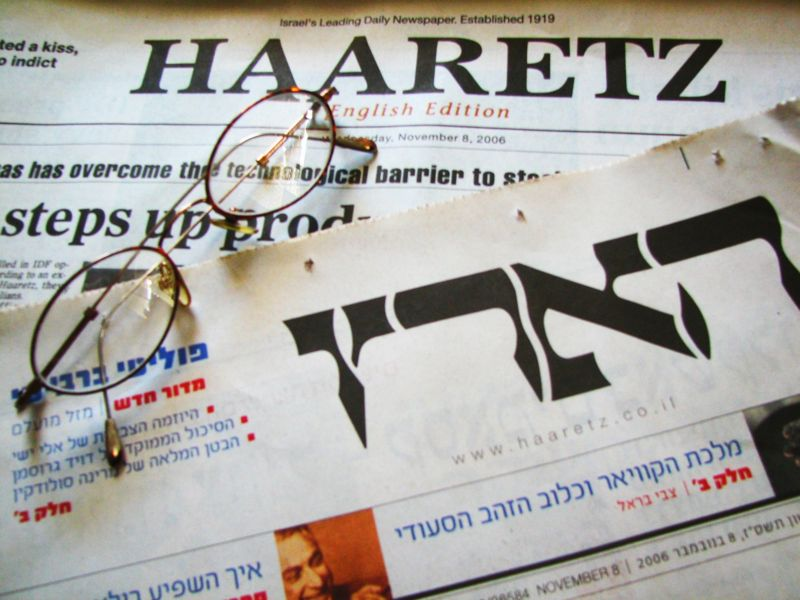
Tidningen Haaretz

Haaretz ("Landet") är en oberoende liberal israelisk dagstidning. Grundad år 1919 i Jerusalem av sionistiska immigranter, huvudsakligen från Ryssland. Sedan år 1922 har tidningen dock sin bas i Tel Aviv.

## Historik och ägande
Haaretz historia går tillbaks till 1918 då den gavs ut som dagstidning sponsrad av den brittiska militärregeringen i Palestina.